# Saint-Martin-le-Nœud
Saint-Martin-le-Nœud ist eine französische Gemeinde mit 1080 Einwohnern (Stand 1. Januar 2022) im Département Oise in der Region Hauts-de-France. Die Gemeinde liegt im Arrondissement Beauvais und ist Teil der Communauté d’agglomération du Beauvaisis und des Beauvais-2.

## Geographie
Die Gemeinde an der Départementsstraße D35 schließt unmittelbar südsüdwestlich an Beauvais an und erstreckt sich im Süden bis zu der als Schnellstraße ausgebauten Route nationale 31. Zu ihr gehören die Ortsteile Flambermont, Sénéfontaine, Les Osiers und Le Grand Courtil.

## Geschichte
Aus der Gemeinde wurde am 15. Januar 1954 die Gemeinde Aux Marais ausgegliedert.

## Einwohner
| 1962 | 1968 | 1975 | 1982 | 1990 | 1999 | 2006 | 2011 |
| ---- | ---- | ---- | ---- | ---- | ---- | ---- | ---- |
| 421  | 517  | 727  | 873  | 1006 | 940  | 1042 | 1045 |

## Verwaltung
Bürgermeister (maire) ist seit 2014 Jean-Marie Duriez.

## Sehenswürdigkeiten

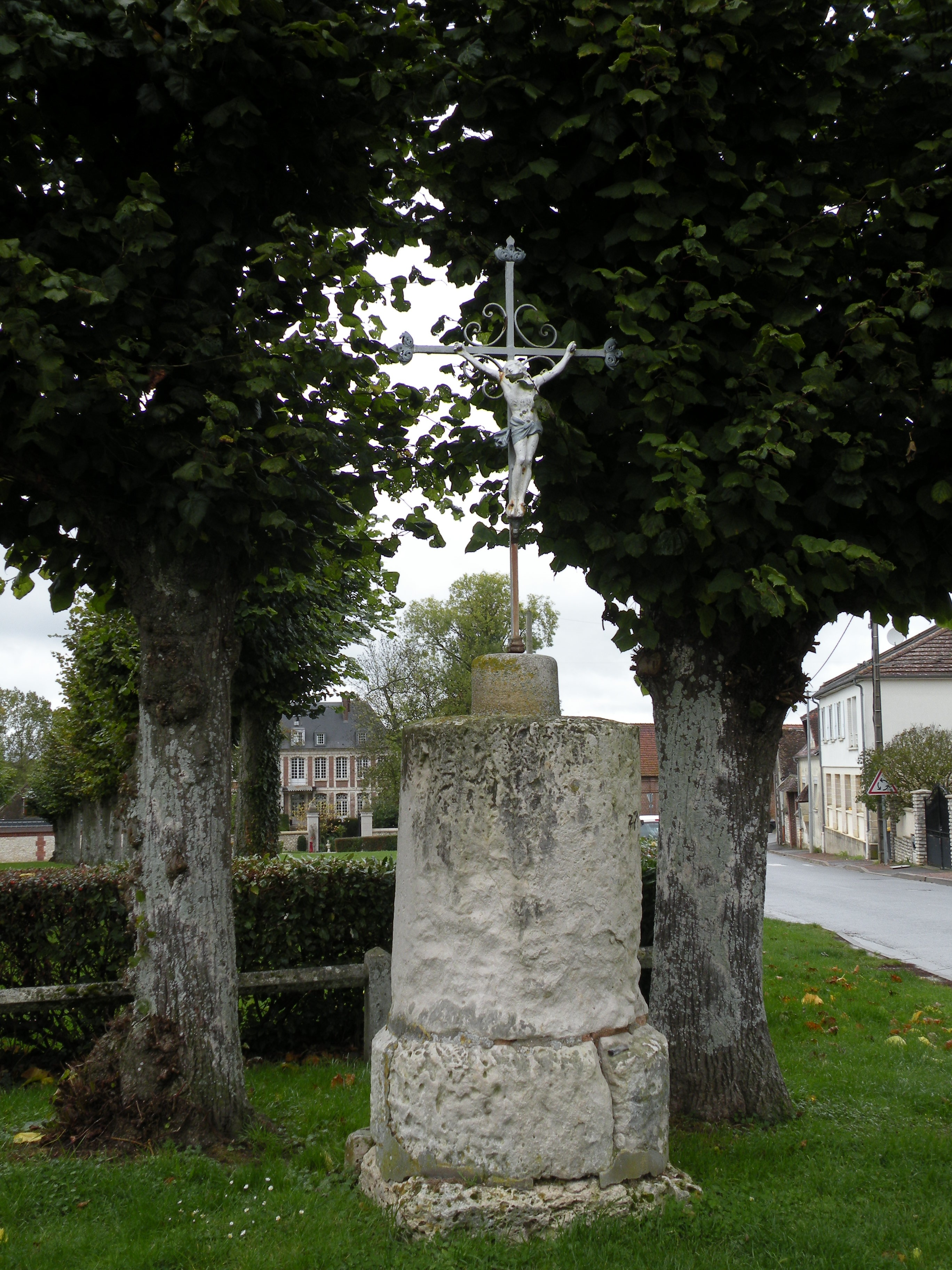
Calvaire

- Schloss in Flambermont (17. bis 20. Jahrhundert), 2007 und 2012 als Monument historique eingetragen[1]
- Calvaire